# Gundahario
Gundahario (c. 385-436) (también Gunther, Gundahar, Gundahari; en latín Gundaharius o Gundicharius; en idioma anglosajón, Gúðere; en nórdico antiguo, Gunnarr, anglicado como Gunnar) es el nombre de un semilegendario rey de los burgundios de principios del siglo V, que gobernó desde 413 a 436 y correy con su hijo Gondioc en el período de 435-436. 
Fue el primer rey burgundio en cruzar el Rin y fundó el reino de Burgundia en el año 413 en la Galia oriental, entre el Rin y los Alpes. Luchó contra los romanos y se convirtió en su aliado contra los suevos, los alamanes y los hunos. 
Gundahario murió durante una batalla contra Atila en el año 436. Esta derrota supuso el final del reino en la orilla izquierda del Rin, con Borbetomagus (Worms) como capital y está en el origen de la leyenda del Cantar de los Nibelungos.
A lo largo de la Edad Media aparecieron muchos cuentos legendarios sobre su figura, en textos latinos, alto alemán medio, nórdico antiguo e idioma anglosajón, especialmente en lo relativo a sus relaciones con Sigfrido y su muerte por traición en la casa de Atila. 

## Formas del nombre
Su nombre aparece en Olimpiodoro de Tebas como «Guntiarios»; en la Chronica minora de Próspero de Aquitania, como «Gundicharius»; en las Leges Burgundionum como «Gundaharius»; en el poema latino Waltharius de Ekkehard de San Galo, como «Guntharius»; en el poema anglosajón Waldere, como «Gúðere»; en el Cantar de los Nibelungos como «Gunther»; y en nórdico antiguo, como «Gunnar» (o «Gunnarr»). A veces se usan reconstrucciones de formas germánicas, como «Gundahari», «Gundahar» y «Gundacar».

## Biografía
Los burgundios habían llegado como muy tarde a finales del siglo IV a las proximidades del limes romano y se establecieron en la cuenca del río Meno. Procedentes de Escandinavia, una plausible reconstrucción de su itinerario los habría llevado en el siglo I a la zona de la desembocadura del Vístula, desde donde avanzaron hacia el Óder para llegar en el siglo III a la zona media del Elba.
Comandados por Gundahar y su padre, Gifica, los burgundios (cuya población inicial se estima en torno a unas 80 000 personas) cruzaron el Rin probablemente durante el invierno de 406, en compañía de los alanos, vándalos y suevos que ese año protagonizaron una gran invasión de la Galia. En primavera de 411 respaldaron la proclamación como emperador de Jovino, en cooperación con Goar, rey de los alanos. Con la autoridad del emperador galo, Gundahar se asentó en la margen occidental del Rin, entre el río Lauter y el Nahe, incautándose de Borbetomagus (Worms), Noviomagus (Espira) y Argentoratum (Estrasburgo). Como parte de una tregua, el emperador Flavio Honorio después les «concedió», al parecer oficialmente, esas tierras. Olimpiodoro de Tebas también menciona un «Guntiarios», al que llamó «comandante de los burgundios» en el contexto de la usurpación de Jovino en el 411 de la Germania Secunda. (Próspero, a. 386)
A pesar de su nuevo estatus de foederati, las incursiones burgundias en la Gallia Belgica se convirtieron en intolerables y sin piedad se puso fin a ellas en 436, cuando el general romano Aecio, a las órdenes del emperador Valentiniano III, llamó a mercenarios hunos que arrasaron el reino del Rin con su capital en el antiguo asentamiento céltico romano de Borbetomagus. Gundahar murió en los combates, y se calcula en unas 20 000 el total de bajas burgundias.
Parte de los burgundios supervivientes fueron reclutados por Roma y participaron en el año 451 en la batalla de los Campos Cataláunicos a las órdenes del general romano Aecio quien, en pago a sus servicios, concedió a Gondioc, sucesor de Gundahar, un nuevo reino en la provincia de Sabaudia (la moderna Saboya), en la cuenca de los ríos Ródano y Saona.

## Menciones en la leyenda
El fin del primer reino burgundio dio origen a una amplia tradición de la mitología nórdica. Gundahar aparece en sagas eddaicas, como Atlakviða ('Cantar de Atli' o Atila), bajo el nombre de Gunnar y en compañía de su hermana Gudrun. En las leyendas sobre los nibelungos (o niflungar) se convierte en Gunter y Gudrun en Krimilda, dando lugar a una poesía épica en la que, como en el Cantar de los nibelungos, se acepta generalmente el origen en hechos históricos reales de las narraciones fantásticas.
Gundahar también es nombrado en el antiguo poema anglosajón Widsith como uno de los monarcas del siglo V cuyo reino el poeta afirma haber visitado:

Me þaer Guðohere forgeaf
Glaedliene maþþum
Songes to leane,
Naes þaet saene cyning!
Ahí me dio Gunther
un tesoro resplandeciente
en pago por mis canciones,
¡No era un mal rey!
Widsith, ed. K. Malone (1936)